# Dunn County, North Dakota
Dunn County är ett administrativt område i delstaten North Dakota, USA, med 3 536 invånare. Den administrativa huvudorten (county seat) är Manning. 

## Geografi
Enligt United States Census Bureau har countyt en total area på 5 393 km². 5 205 km² av den arean är land och 188 km² är vatten. 

### Angränsande countyn
- Mountrail County - nord
- McLean County - nordost
- Mercer County - öst
- Stark County - syd
- Billings County - sydväst
- McKenzie County - nordväst

### Orter
- Dodge
- Dunn Center
- Halliday
- Killdeer
- Manning (huvudort)